# Кипърска футболна федерация
Кипърската футболна федерация (на гръцки: Κυπριακή Ομοσπονδία Ποδοσφαίρου) е асоциация на футболните клубове в Кипър. Основана е през септември 1934 г. в Никозия. Настоящ президент е Костакис Куцокумнис. Федерацията е обществена организация, която ръководи развитието на футбола в страната и носи непосредствена отговорност за дейността на футболните клубове. Член е на ФИФА от 1948 г. и на УЕФА от 1962 г.